# 글로리 로드
《글로리 로드》(영어: Glory Road)는 미국에서 제작된 제임스 가트너 감독의 2006년 스포츠 드라마 영화이다. 조시 루커스 등이 출연하였고, 제리 브룩하이머 등이 제작에 참여하였다.

## 출연
- 조시 루커스
- 데릭 루크
- 오스틴 니컬스
- 존 보이트
- 에번 존스
- 신 A.S. 커
- 앨폰소 매콜리
- 머카드 브룩스
- 샘 존스 3세
- 더메인 래드클리프
- 에밀리 데이셔넬
- 앨 시어러
- 레드 웨스트
- 타티아나 알리

## 기타 제작진
- 협력 제작: 팻 샌드스턴
- 배역: 크레이그 핀캐넌, 리사 메이 핀캐넌, 마크 핀캐넌, 로나 크레스
- 미술: 제프리 커클런드
- 세트: 도리 쿠퍼
- 의상: 앨릭스 프리드버그